# پاتختی

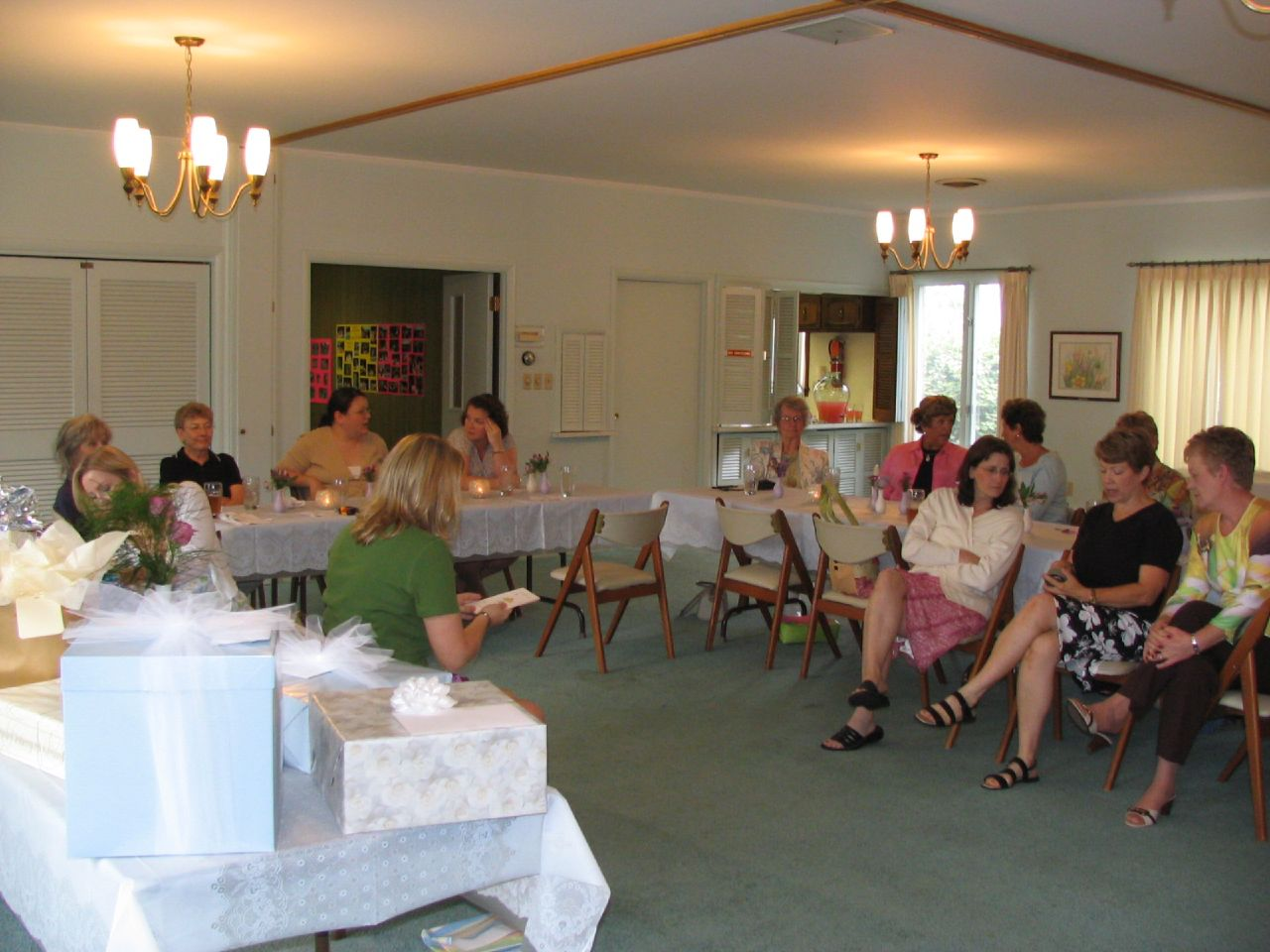
مراسم اهدای هدیه به عروس

پاتختی از مجالسی پس از مراسم عروسی است که در بسیاری موارد بلافاصله بعد از شب عروسی و در اولین صبح برگزار می‌شود که با شرکت نزدیکان عروس و داماد همراه می‌باشد.
پاتختی جشنی است که روز بعد از عروسی می‌گیرند و عروس را بر تخت «صندلی» می نشانند و دوستان و کسان عروس و داماد برای آنها هدیه می‌برند.و در پایان این مراسم خانواده عروس خلعتی(هدایا) به خانواده داماد می دهد .و خانواده داماد هم قباله ازدواج را همراه با هدیه (قباله پیچ) به مادر عروس میدهند

## مشابه پاتختی در آمریکا
مراسمی مشابه پاتختی به نام Bridal shower در آمریکا و کانادا و چند کشور دیگر نیز وجود دارد. این مراسم قبل از عروسی برگزار می گردد.